# Maurice Harkless
Maurice José Harkless (ur. 11 maja 1993 w Nowym Jorku) – amerykański koszykarz, występujący na pozycji niskiego skrzydłowego, posiadający także  portorykańskie obywatelstwo.
Karierę koszykarską rozpoczął podczas studiów na uniwersytecie St. John’s. Po roku studiów zgłosił się do draftu NBA 2012, w którym to został wybrany z numerem 15 przez Philadelphię 76ers. 10 sierpnia 2012 trafił w wymianie do Orlando Magic.
14 lipca 2015 trafił w wyniku wymiany do Portland Trail Blazers.
6 lipca 2019 trafił w wyniku wymiany do Los Angeles Clippers.
6 lutego 2020 został wytransferowany do New York Knicks. 23 listopada dołączył do Miami Heat.
25 marca 2021 dołączył w wyniku transferu do Sacramento Kings.

## Osiągnięcia
Stan na 26 października 2023, na podstawie, o ile nie zaznaczono inaczej.
NCAA
- Najlepszy pierwszoroczny zawodnik Big East (2012)[9]
- Zaliczony do:
  - I składu najlepszych pierwszoroczniaków Big East (2012)
  - składu honorable mention Big East (2012)

NBA
- Zaliczony do składu honorable mention letniej ligi NBA w Orlando (2013)